# 2006 au Belize
Chronologie du Belize
- 2002
- 2003
- 2004
- 2005
- 2006
- 2007
- 2008
- 2009
- 2010

Cet article présente les faits marquants de l'année 2006 au Belize.

## Gouvernement
- Monarque : Élisabeth II
- Gouverneur général : Colville Young
- Premier ministre : Said Musa
- Ministre des Affaires étrangères : Eamon Courtenay
- Ministre de la Culture : Mark Espat
- Chef de l'opposition : Dean Barrow

## Statistiques
- x

## Évènements

### Non daté
- découverte de la Midnight Terror Cave, près du village de Springfield, dans le district de Cayo. Des milliers d'ossements humains y sont retrouvés ; le site serait un lieu de sacrifice humain au dieu maya de la pluie Chaak[1].
- les champs de canne à sucre sont touchés par un ravageur, Aneolamia varia, un cercopidae[2].

### Janvier
- création de la National Transportation Services Limited (en), entreprise de transport nationale desservant tous les principaux districts du Belize.

### Février
- x

### Mars
- 1er mars : Élections municipales béliziennes de 2006.

### Avril
- x

### Mai
- x

### Juin
- Saison cyclonique 2006 dans l'océan Atlantique nord

### Juillet
- x

### Août
- x

### Septembre
- 21 septembre : Fête nationale. Le pays fête les 25 ans de son indépendance.

### Octobre
- x

### Novembre
- 5 novembre : le Parti uni du peuple augmente sa part dans la station de radio FM 2000. Elle réémet quelques jours plus tard, le 13 novembre, sous le nom de Positive Vibes FM (en)[3].
- 6 novembre : sortie du film documentaire The Mennonites of Belize[4].
- 28 novembre : publication du premier numéro du journal d'opinions The Independent (en)[5].

### Décembre
- x

## Sport
- Fondation de la Super League of Belize (en).
- Fondation du Barrio Fino FC (en), du Pickstock Lake FC (en), San Felipe Barcelona FC (en), Santel's SC (en) et Texmar United (en).
- Championnat du Belize de football 2006.
- Championnat du Belize de football 2006-2007.

## Décès
- x